# Akredasov
Akredasov (del ruso: Акредасов) es un jútor del raión de Apsheronsk del krai de Krasnodar, en Rusia. Está situada en las vertientes septentrionales del Cáucaso Occidental, 26 km al noroeste de Apsheronsk y 59 km al sureste de Krasnodar, la capital del krai. Tenía 27 habitantes en 2010.
Pertenece al municipio Tvérskoye.

## Historia
Recibió la inmigración de griegos pónticos que emigraron por las persecuciones en el Imperio otomano a finales del siglo XIX y principios del XX. El nombre podría de la localidad podría derivar de Akritai, como apellido de algún colono.